# ساتورو ماروكا
ساتورو ماروكا (باليابانية: 丸岡 悟) (مواليد 6 ديسمبر 1997) هو لاعب كرة قدم ياباني.

## وصلات خارجية
- ساتورو ماروكا على موقع رابطة كرة القدم اليابانية للمحترفين (اليابانية)
- ساتورو ماروكا على موقع Soccerway.com (الإنجليزية)